# Eric Jay Dolin

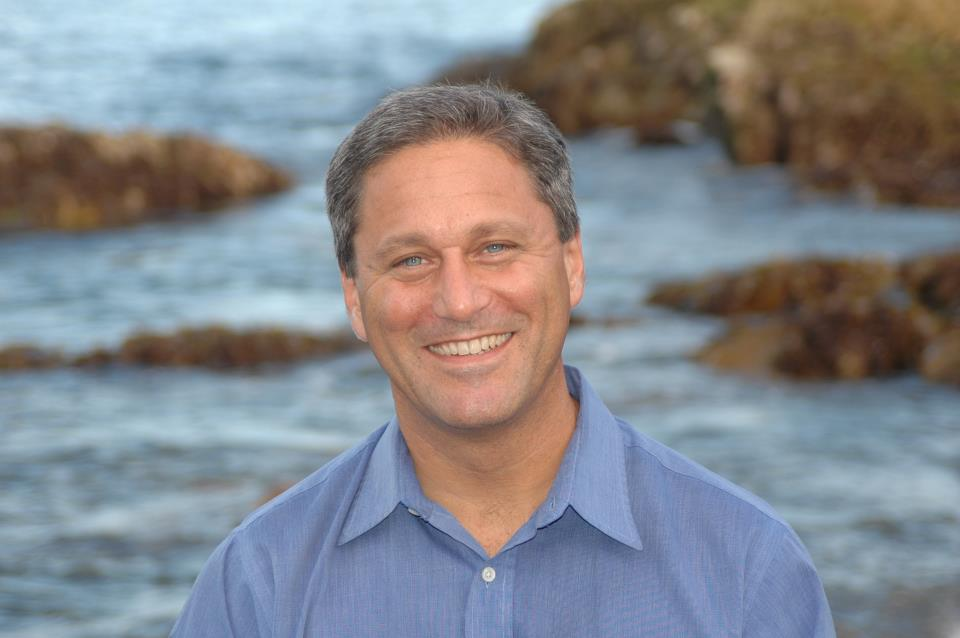
Eric Jay Dolin

Eric Jay Dolin (* 1. Dezember 1961 in Queens, New York City, USA) ist ein US-amerikanischer Autor und Mitarbeiter verschiedener öffentlicher und privater Umweltschutzeinrichtungen.

## Leben
Dolin wuchs an den Küsten der Bundesstaaten New York und Connecticut auf. Er schloss sein Bachelorexamen in den Hauptfächern Biologie und Umweltfragen an der Brown University in Providence, Rhode Island ab. An der Yale School of Forestry and Environmental Studies der Yale University errang er den MA, danach promovierte er über die Gebiete Umweltschutzplanung und Umweltpolitik am Massachusetts Institute of Technology (MIT) in Cambridge (Massachusetts).
Dolin arbeitete bei der US-amerikanischen Bundesbehörde Environmental Protection Agency als Programmmanager und als Berater für Umweltfragen bei der Privatfirma Booz Allen Hamilton. Des Weiteren war er tätig bei der National Wildlife Federation, dem Massachusetts Office of Coastal Zone Management, für den US-Senator Lowell P. Weicker, Jr. in Washington, D.C. und als Berater für Fischereipolitik beim National Marine Fisheries Service. Er schrieb technische Berichte für das National Transportation Safety Board.
Dolin lebt mit seiner Ehefrau und zwei Kindern in Marblehead (Massachusetts).

## Preise und Auszeichnungen
Für einige seiner Veröffentlichungen erhielt er Auszeichnungen und Preise.
- Fur, Fortune, and Empire 2011 den James P. Hanlan Book Award der New England Historical Association
- Bronze-Medaille bei den Independent Publisher Book Awards desselben Jahres für dasselbe Buch.

Dolin erhielt Stipendien bei folgenden Institutionen:
- 1982–1983: C. V. Starr Fellow der Brown University, Providence, Rhode Island, USA.
- 1989–1990 und 1990–1991: Switzer Environmental Fellowship.
- 1990–1991: Martin Environmental Fellowship, des Massachusetts Institute of Technology (MIT), Cambridge Massachusetts, USA.
- Fellow des Pew Research Center an der Harvard Law School.
- Mass Media Science and Engineering Fellow der American Association for the Advancement of Science bei der Zeitschrift Business Week.

## Veröffentlichungen
- 1989: The U.S. Fish and Wildlife Service (Know you Government), Chelsea House Publishers, ISBN 0-7910-0878-9.
- 1990: Dirty Water, Clean Water: A Chronology of Events Surrounding the Degredation and Cleanup of Boston Harbor, MIT Sea Grant College Program, ISBN 1-56172-001-1.
- 1992: mit Lawrence E. Susskind und J. William Breslin: International Environmental Treaty Making. Reihe: Program on Negotiation Books, Harvard Law School, ISBN 1-880711-02-8.
- 2000: mit Bob Dumaine: The Duck-Stamp Story: Art-Conservation-History. Krause Publications, ISBN 0-87341-815-8.
- 2003: Smithsonian Book of Wildlife Refuges, mit Illustrationen von John und Karen Holingsworth. Smithsonian Books, Washington D.C., USA, ISBN 1-58834-117-8.
- 2003: Snakehead: A Fish Out of Water. Smithsonian Books, Washington D.C., USA und London, ISBN 1-58834-154-2.
- 2004: Political Waters: The Long, Dirty, Contentious, Incredibly Expensive but Eventually Triumphant History of Bostan Harbor - A Unique Environmental Success Story. University of Massachusetts Press, ISBN 1-55849-445-6.
- 2005: The Ph.D. Survival Guide. iUniverse, ISBN 0-595-35030-5.
- 2007: Leviathan: The History of Whaling in America. W. W. Norton, New York City, USA, ISBN 978-0-393-33157-8.
- 2010: Fur, Fortune, and Empire: The Epic History of the Fur Trade in America. W. W. Norton, New York City, USA, ISBN 978-0-393-06710-1.
- 2012: When America First Met China: An Exotic History of Tea, Drugs, and Money in the Age of Sail. Liveright Publishing Corporation, ISBN 978-0-87140-433-6.